# Kazimierz Korona
Kazimierz Korona (ur. 10 września 1939) – polski urzędnik państwowy i działacz partyjny, w latach 1993–1997 podsekretarz i sekretarz stanu w Urzędzie Rady Ministrów oraz Kancelarii Prezesa Rady Ministrów, a także pełnomocnik rządu.

## Życiorys
Działał ZSL i PSL, od 1982 był dyrektorem Wydziału Organizacyjnego NK ZSL. Od lat 80. pracował w Urzędzie Rady Ministrów, zasiadał w gabinetach wicepremierów z ZSL za rządów Zbigniewa Messnera i Mieczysława Rakowskiego.
W latach 1993–1997 pozostawał wiceministrem w URM: od 1 listopada 1993 do 12 lipca 1994 jako podsekretarz stanu, następnie do 7 marca 1995 sekretarz stanu ds. administracyjnych oraz ponownie podsekretarz stanu (od 7 marca 1995 do 31 grudnia 1996), zaś po przekształceniu w Kancelarię Premiera od 3 stycznia do 3 grudnia 1997 – podsekretarza stanu. Jednocześnie w latach 1994–1996 pozostawał pełnomocnikiem rządu ds. Współpracy Północno-Wschodnich Województw Rzeczypospolitej Polskiej z Obwodem królewieckim Federacji Rosyjskiej oraz Regionów Rzeczypospolitej Polskiej z Regionem Sankt Petersburga. Od lipca 1994 do marca 1995 sekretarz Rady Ministrów, zaś od czerwca 1995 do grudnia 1996 sekretarz parlamentarny rządu.
W połowie lat 90. został współzałożycielem spółdzielni Dębina w Warszawie. Zasiadał też w radzie nadzorczej Hodowli Roślin Kalinowo, przez co znalazł się na tzw. liście Cimoszewicza.